# Manuel Caldeira
Manuel António Caldeira (Vila Real de Santo António, 14 de diciembre de 1926 – Faro, 9 de agosto de 2014) fue un futbolista portugués, que jugaba en la posición de defensa.

## Carrera
Caldeira nació en Vila Real de Santo António, Algarve. Militó durante nueve años en el Sporting CP después de firmar con el club local Lusitano FC. En esos nueve años, ganó cinco Ligas portuguesas (cuatro consecutivas) y una Taça de Portugal en 1954.

## Trayectoria internacional
En un periodo de cinco meses, Caldeira jugó tres partidos con la selección portuguesa. Hizo su debut en un amistoso el 19 de diciembre de 1954 contra la RDA por 0–3 en Lisboa.

## Muerte
Caldeira murió el 9 de agosto de 2014 en Faro a la edad de los 87 años.

## Trayectoria
| Club         | País     | Año       |
| ------------ | -------- | --------- |
| Lusitano     | Portugal | 1944-1950 |
| Sporting CP  | Portugal | 1950-1959 |
| Portimonense | Portugal | 1959-1961 |
| Silves       | Portugal | 1961-1962 |

## Palmarés

### Club

#### Competiciones nacionales
- Primeira Liga

Sporting Lisbona: 1950-1951, 1951-1952, 1952-1953, 1953-1954, 1957-1958
- Copa de Portugal

Sporting Lisbona: 1953-1954